# Уроп
Уро́п (рос. Уроп) — присілок у складі Біловського округу Кемеровської області, Росія.

## Населення
Населення — 329 осіб (2010; 405 у 2002).
Національний склад (станом на 2002 рік):
- росіяни — 95 %